# Länsikeskus (Turku)
Länsikeskus ou Länsi 1 est un centre commercial situé dans le Mälikkälä quartier de Mälikkälä à Turku en Finlande.

## Présentation
Les plus grands magasins de Länsikeskus sont K-Citymarket, Prisma, Tokmanni et Lidl.
Il abrite aussi des magasins de vêtements tels que KappAhl et Halonen. 

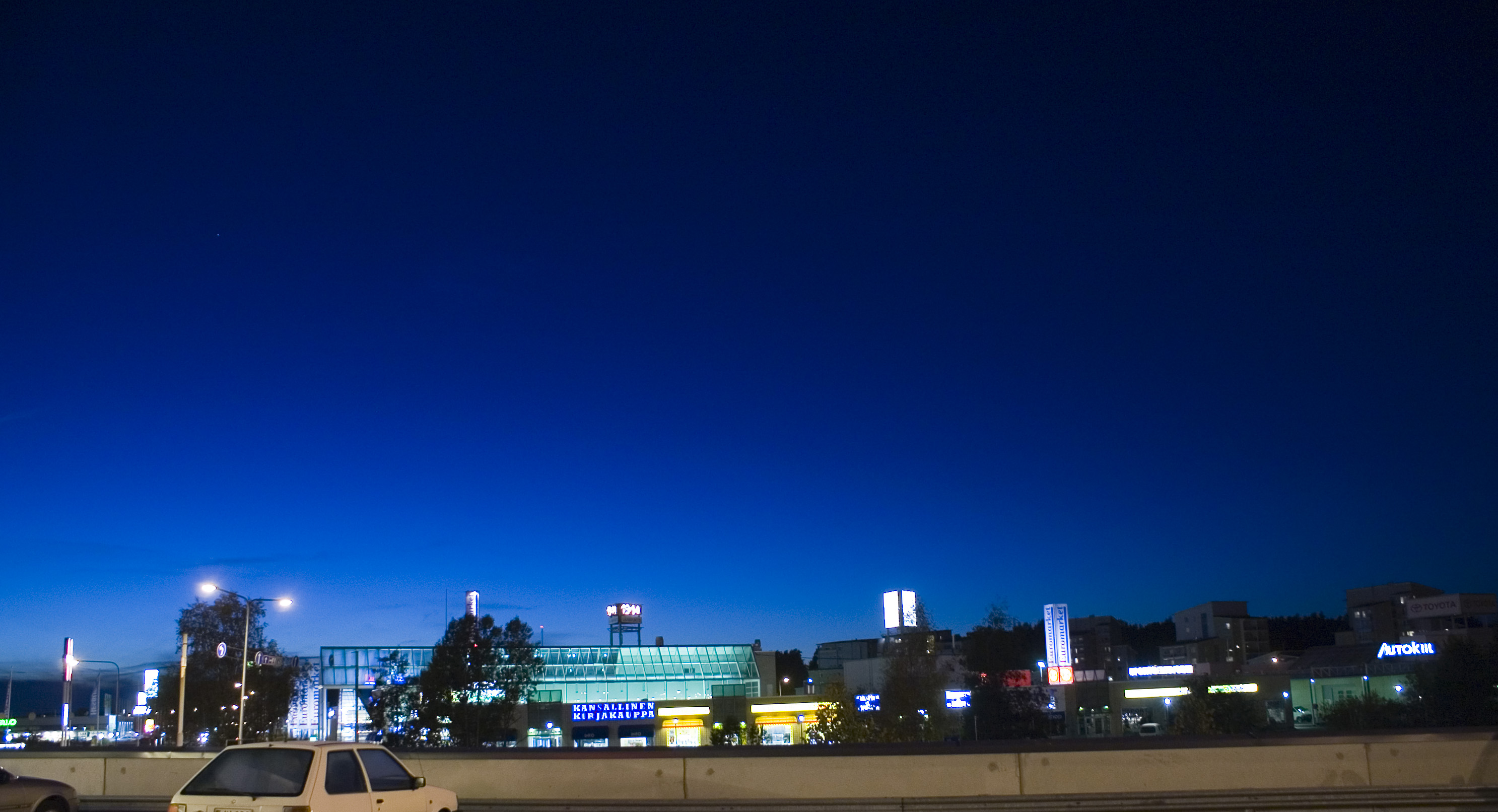
Le centre.

## Accès
Le centre est desservi par les lignes de bus 80, 88,	99,	P3,	6, 7, 60, 206, 7A, 300,	301, 302 et 303.
Le centre est longé par la Satakunnantie.

## Commerces et services
- insinööritoimisto aalto-setälä oy
- kauneuskeskus adamantas
- atk-apu
- belttie outlet
- budbee box
- dentspa oy
- empeirike oy
- gogo express länsikeskus
- hockey base
- hieroja jesse lehto
- kaita finland oy
- kalustexpert
- kosken leipomo
- länsi 1 parturi-kampaamo
- länsi kebab & pizzeria
- länsi autopesula
- länsiykkösen kirppis
- lastentarvike
- lattianhionta.fi
- lempi lounas
- medishop
- miimun kangas
- modeo
- my art showroom
- oma yrityspalvelut
- postnord lähiboksi
- relico oy / juhlaverkko